# Pediculus arcus vertebrae

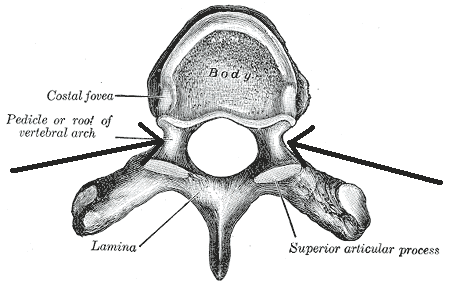
egy csigolya (a nyílak mutatják a keskeny nyúlványokat)

A pediculus arcus vertebrae két rövid, a csigolyánál lévő keskeny nyúlvány, ami hátrafelé nyúlik, egy-egy mindkét oldalon. Ez az arcus vertebrae egyik alkotórésze.